# 塔马梅斯
塔马梅斯，是西班牙卡斯蒂利亚-莱昂萨拉曼卡省的一个市镇。 总面积61平方公里，总人口985人（2001年），人口密度16人/平方公里。